# Analysis Mathematica
Analysis Mathematica is een internationaal, aan collegiale toetsing onderworpen wetenschappelijk tijdschrift op het gebied van de wiskunde. De naam wordt in literatuurverwijzingen meestal afgekort tot Anal. Math. Het wordt uitgegeven door Springer Science+Business Media namens de Hongaarse en Russische academies van wetenschappen en verschijnt 4 keer per jaar.